# Социалистическая партия Вьетнама
Социалистическая партия Вьетнама (вьет. Đảng Xã hội Việt Nam) — бывшая умеренная левая политическая партия во Вьетнаме, существовавшая в 1946—1988 годах.

## История
Была основана 22 июля 1946 года с официальной целью объединения «старой патриотической интеллигенции». Её предшественницей считался Социалистический союз в Индокитае, перед Второй мировой войной как часть СФИО объединявший членов во Франции и Вьетнаме, включая Во Нгуен Зиапа (он будет покровителем СПВ и после войны).
Немедленно вступила в руководимый Вьетминем Национальный союз Вьетнама (Льен-Вьет) и впредь оставалась сателлитом Партии трудящихся Вьетнама / Коммунистической партии Вьетнама. Наряду с Демократической партией Вьетнама социалисты присоединились к коммунистическому правительству тогдашнего Северного Вьетнама (Хоанг Минь Зиам был министром иностранных дел после Хо Ши Мина, с 1947 по 1954 год).
Партия получила 24 места в 1-м Национальном собрании Демократической Республики Вьетнам в составе левого блока. После создания в 1955 году Отечественного фронта Вьетнама СПВ была его составляющей и избирала своих представителей в Национальное собрание, при этом «полностью поддерживала генеральную линию Компартии».
Ключевым лидером СПВ были Нгуен Сиен, заместитель секретаря в 1946—1956 годах и генеральный секретарь партии с 1956 года до её самороспуска, объявленного на съезде 21-22 июля 1988 года — как раз когда в «народных демократиях» Восточной Европы установились политический плюрализм и реальная многопартийность.